# Prostor
«Prostor» (с хорв. — «Пространство») — научный журнал, дважды в год публикующий на хорватском языке статьи об архитектуре и урбанизме.
Журнал был основан в 1993 году сотрудниками Архитектурного факультета Загребского университета. Первые два года своего существования журнал выходил в тираж раз в три месяца, однако с 1995 года и по сей день он издаётся лишь дважды в год. На своих страницах журнал содержит прошедшие рецензирование научные статьи из области архитектуры и урбанизма, данные о научных конференциях, а также рецензии на книги и журналы. Главными редакторами на протяжении всей «жизни» журнала становились только профессора Архитектурного факультета Загребского университета, среди которых были: Анте Маринович-Узелац (1993—2000), Младен Обад-Шчитароци (2001—2013), Златко Карач (2013—2020) и Ана Мрджя (2021—н.в.).